# Mattia Zaccagni
Mattia Zaccagni (ur. 16 czerwca 1995 w Cesenie) – włoski piłkarz występujący na pozycji napastnika we włoskim klubie Lazio oraz w reprezentacji Włoch. Wychowanek Bellaria Igea, w trakcie swojej kariery grał także w takich zespołach jak Hellas Verona, Venezia oraz Cittadella.